# Sotto voce (película)
Sotto voce es una película de Argentina filmada en colores dirigida por Mario Levin sobre su propio guion escrito en colaboración con Roberto Scheuer según la novela Tennessee, de Luis Gusmán que se estrenó el 28 de noviembre de 1996 y que tuvo como actores principales a Lito Cruz, Patricio Contreras,  Norma Pons y Martín Adjemián. El director es un psicoanalista.

## Sinopsis
Una joven bella, heredera de una fortuna, sospecha que la muerte de su padre en un cine durante la proyección de una película, no ha sido por causas naturales por lo que inicia una investigación junto a un médico.

## Reparto
- Lito Cruz …Walensky
- Patricio Contreras …Gustavo Deganis
- Norma Pons …Carmen
- Martín Adjemián …Smith
- Silvina Mañanes …Telma
- Jorge García Marino
- Ángela Ragno …Casera
- Antonio Ugo …Ordóñez
- Enrique Scope …Salerno
- Pablo Iemma …Fito
- Lorena Rivas
- Elita Aizemberg
- Daniel Martínez Castro …Walensky joven
- Luz Abraham …Carmen joven
- Vanesa Vila
- Gabriel Feldman

## Comentarios
Luciano Monteagudo en Página 12 escribió:

«Sotto voce trabaja sobre algunos de los códigos más trajinados del cine negro, pero lo hace con  la libertad suficiente para que el enigma central poco a poco le vaya cediendo importancia al desarrollo de los personajes que irán apareciendo uno a uno, como en un juego de cajas chinas.»

Fabiana Scherer en La Prensa opinó:

«Sotto voce recuerda a Jacques Tourneur y a Fritz Lang, pero a diferencia de estos cineastas Levin se preocupa demasiado en aclarar los por qué, sin dejar nada librado al azar…En un principio juega y hace hincapié en la intriga, que lamentablemente más tarde se desmorona.»

Adolfo C. Martínez en La Nación opinó:

«Mario Levin, con astucia y talento logró un exacto clima para narrar esta historia. En ningún momento desaprovechó las excelencias de un guion que, al estilo del mejor cine negro, hace un complejo retrato de sus personajes, con su carga de sentimientos, perversiones y calidez.»

Manrupe y Portela escriben:

«Mario Levin transita por su opera prima con una comodiad que en el cine argentino parece ciencia ficción. Aquella ciudad (Tennessee), espacio no presente, permanentemente nombrada, toma u lugar vital. La adaptación eligió un formato de contraste entre luces y sombras a veces sobrecargado, las zonas oscuras de la noche, los diálogos precisos, sin redundancias, sin retórica, donde el relato en off de Walensky acentúa la carga del policial negro y le agrega sobre todo en el último travelling que recorre el Riachuelo un sabor bien original al que cuesta asociar, por lo menos a simple vista, con algún otro ejemplo de la historia de nuestro cine. »

## Premios y nominaciones
Asociación de Cronistas Cinematográficos de la Argentina, Premios Cóndor de Plata 1997
- Mario Levin ganador del premio a la Mejor Ópera Prima.
- Norma Pons ganadora del Premio a la Mejor Actriz de Reparto.
- Mario Levin y Roberto Scheuer ganadores del Premio al Mejor Guion Adaptado,
- Lito Cruz, nominado al Premio al Mejor Actor.
- Martín Adjemián nominado al Premio al Mejor Actor de Reparto.
- José Luis García nominado al Premio a la Mejor Fotografía.
- Graciela Oderigo nominada al Premio a la Mejor Dirección Artística.

Festival de Cine de Granados 1997.
- Mario Levin ganador del Premio Kikito de Oro al Mejor Director en la Competencia Latina.
- Mario Levin nominado al Premio Kikito de Oro a la Mejor Película de la Competencia Latina.

Festival Internacional de Cine de Mar del Plata, 1996
- Nominada al Premio a la Mejor Película.